# Семилітка (Совєтський район)
Семилі́тка (рос. Семилетка) — селище у складі Совєтського району Алтайського краю, Росія.

## Населення
Населення — 424 особи (2010; 491 у 2002).
Національний склад (станом на 2002 рік):
- росіяни — 95 %